# Cosmoscarta andamana
Cosmoscarta andamana is een halfvleugelig insect uit de familie van de schuimcicaden (Cercopidae). De wetenschappelijke naam van deze soort is voor het eerst geldig gepubliceerd in 1878 door William Lucas Distant.